# Hey Lawdy Mama
«Hey Lawdy Mama» (или «Oh Lordy Mama» или «Lawdy Mama») — американcкая блюзовая песня, записанная Бадди Моссом (Buddy Moss) и выпущенная лейблом Melotone Records в формате сингла в 1934 году. Автор песни неизвестен и версии ранее 1934 года не обнаруживаются, хотя Пинк Андерсон, записавший свою версию этой песни в 1961 году, утверждал, что помнит о её существовании «сразу после Первой Мировой войны».
Песня стала особенно популярной в исполнении джазовых музыкантов Каунта Бейси и Луи Армстронга. В 1943 году эту песню записал Энди Кирк с вокалом Джун Ричмонд, это исполнение стало хитом, достигшим #4 в Hot R&B/Hip-Hop Songs.

## Другие исполнения
В 1936 американский блюзовый музыкант Bumble Bee Slim перезаписал «Hey Lawdy Mama» под названием «Meet Me in the Bottom» с добавлением новго куплета:

Meet me in the bottom, bring my boots and shoes 

Oh Lawdy mama, great God almighty 

Meet me in the bottom, bring my boots and shoes 

I’ve got to leave this town, I got no time to lose.

После этого песню исполняли и записывали и другие блюзовые исполнители, при этом в текст часто вносили новые изменения. Скоро песня также стала популярной среди джазовых музыкантов, её исполняли Каунт Бейси, Луи Армстронг и многие другие. В 1943 году в исполнении Энди Кирка и его оркестра Andy Kirk's Twelve Clouds of Joy песня стала хитом и достигла #4 в Hot R&B/Hip-Hop Songs.
С тех пор эту композицию исполняло множество музыкантов разных жанров, часто при этом они не только вносили новые изменения в текст и музыку, но даже изменяя её название (одно из наиболее часто встречающихся — «Meet Me At The Bottom» или «Meet Me In The Bottom»):
- 1936 – Bumble Bee Slim как "Meet Me at the Landing" и "I'll Meet You at the Bottom" (11 апреля 1936).
- 1937 – Blind Boy Fuller как "Boots And Shoes"
- 1938 – Count Basie small combo instrumental (Decca 2722, September 11, 1938).
- 1939 – Sonny Boy Williamson (John Lee Williamson) как "Tell Me Baby"
- 1940 – Sam Price's Texas Blusicians (Decca 7811, September 26, 1940).
- 1940 – Oscar Woods как "Look Here Baby, One Thing I Got To Say"
- 1941 – Big Joe Williams как "Meet Me Around The Corner"
- 1941 – Josh White как "She's A Married Woman"
- 1941 – Louis Armstrong and his Hot Seven (Decca 3756, April 11, 1941).
- 1943 – Noble Sissle and His Orchestra with Edna Williams (vocal and trumpet) from The Jubilee Shows.[8]
- 1944 – June Cole's Orchestra with Miss Rhapsody (Savoy 5511, July 6, 1944)
- 1949 – Big Joe Williams как "She's A Married Woman"
- 1959 – Sonny Terry и Brownie McGhee как "Meet Me Down The Bottom"
- 1960 – Mance Lipscomb как "Foggy Bottom Blues"
- 1961 – Jack McDuff, альбом On With It!, 1971
- 1961 – Freddie King как "See See Baby" (Federal 12428, 1961)
- 1961 – Pink Anderson как "Meet Me In The Bottom" из Volume 1: Carolina Blues Man
- 1962 – Brownie McGhee как "Bottom Blues"
- 1962 – Big Joe Williams как "Meet Me At The Bottom" (Bluesville BV 1056)
- 1964 – The Rolling Stones как "Meet Me in the Bottom" (outtake)
- 1965 – Shirley Griffith как "Meet Me in the Bottom" (Prestige/Bluesville BV1087, 1965)
- 1969 – Mississippi Fred McDowell как "Meet Me In The Froggy Bottom" из This Ain't No Rock 'n' Roll
- 1971 – John Lee Hooker и Canned Heat как "Meet Me in the Bottom" из Hooker 'n Heat
- 1984 – Lowell Fulson как "Meet Me in the Bottom" из Think Twice Before You Speak of Me

## Версия Cream
Британская группа Cream записала эту песню во время работы над альбомом Disraeli Gears (1967), однако в этот альбом она не вошла: вместо неё была помещена композиция «Strange Brew».
Записанная группой Cream в 1967 году песня «Lawdy Mama» (с вокалом Эрика Клэптона) вошла в альбом Live Cream (1970), также она была выпущена в виде сингла (июнь того же года).